# 気分爽快
「気分爽快」（きぶんそうかい）は、1994年1月31日にワン・アップ・ミュージック（現：アップフロントワークス）から発売された森高千里の22枚目のシングル。CDコードはEPDA-1。

## 概要
- ベストアルバム『DO THE BEST』に収録されているほか、『STEP BY STEP』には別音源が収録されている。
- カップリングの「手をたたこう2」はアルバム『LUCKY 7』に収録された「手をたたこう」の第2弾楽曲。

## 収録曲
全作詞：森高千里
1. 気分爽快
  - 作曲：黒沢健一、編曲：高橋諭一
  - アサヒ生ビール「Z」CFソング（森高自身も一時期出演、アサヒビール#過去に発売した商品も参照）
  - アサヒスタイルフリー（プリン体ゼロ）CFソング
2. 手をたたこう2
  - 作曲：森高千里
3. 気分爽快（オリジナル・カラオケ）

## 演奏

### 気分爽快
- 森高千里 ドラムス、コーラス
- 高橋諭一 ギター、コーラス、ピアノ
- 松尾弘良 アコースティックギター
- 横山雅史 ベース

### 手をたたこう2
- 森高千里 ドラムス、コーラス
- 高橋諭一 ギター
- 松尾弘良 ギターソロ
- 橋本慎 アコースティックピアノ
- 瀬戸由紀男 ベース

## ビデオ・クリップ集
1994年11月30日には同名のビデオ・クリップ集が発売された（VHSコード：EPVA-2）。『渡良瀬橋』から『素敵な誕生日/私の大事な人 (シングル・ヴァージョン)』までのビデオ・クリップを網羅した他、シングル発売当時のテレビCMも収録している。

### 収録内容
1. 渡良瀬橋
曲の後にライブ・ビデオ「LIVE ROCK ALIVE」のスポットCMが流れる。
2. 私の夏
3. ハエ男（ロング・ヴァージョン）
4. 風に吹かれて
5. ロックン・オムレツ
6. 気分爽快
スポットCMを2パターン収録。
7. 夏の日
スポットCM（2パターン）と「STEP BY STEP」のCMを収録。
8. 素敵な誕生日
9. 私の大事な人
10. エンディング
「素敵な誕生日」のカラオケ・ヴァージョンに合わせてスタッフ・ロールが流れる。

## エピソード
- この曲がアサヒ生ビール「Z」のCFに使われた年の同社水着キャンペーンガールは藤原紀香だった。なお彼女がビキニ姿で同ビールをPRしている当時のポスターには、相当なプレミアが付けられている。
- 発売の翌年、野茂英雄（当時ドジャース）がメジャーリーグデビューを果たしたが、当時テレビ番組などで野茂をとりあげる際、BGMに決まってこの曲の「飲もぉ♪」のフレーズが使われていた（例として『マジカル頭脳パワー!!』の「あるなしクイズ」など。イチローの場合は美空ひばり『人生一路』の「人生～一～路～♪」というフレーズだった）。
- 作曲したL⇔Rの黒沢健一とはL⇔Rのメンバーだった嶺川貴子を通じて関係がある。嶺川は森高の古くからの友人の1人である。
- 当時流行っていた時に、ものまね王座決定戦でこの歌が披露されたのだが、この歌を何故か司会・進行の明石家さんまが披露した。その際、音痴なさんまが何度も歌う事で爆笑する事が分かる否や、何度も繰り返し演奏をし、さんまが笑い倒れてもまた歌わせるという珍現象が起きた。
- 安達祐実のカバー版は、当時14歳であったため「ビールで乾杯」という歌詞が「コーラで乾杯」に変更されている。
- 2015年、アサヒビールのCMに出演することになった森高自身によりセルフカバーされた

。
- 2024年シーズンまでは、森高千里の出身地の熊本市をホームタウンとする、Jリーグロアッソ熊本がホームゲームで勝利した際には、試合終了後のサポーターとの「カモンロッソ」[2]の後に、スタジアム内に本曲が流れていた。

## 同曲をカバーしたアーティスト
- 安達祐実 - アルバム 「BiG」収録
- 浜田翔子 - アルバム「はましょー☆あるばむ〜お手当てしましょーこ〜」収録
- 美吉田月 - アルバム「Ska Flavor#2」収録
- 片桐早苗（和氣あず未） - アルバム「THE IDOLM@STER CINDERELLA MASTER Passion Jewelries! 003」収録